# Phare du Petit Minou
Le phare du Petit Minou, situé sur la commune française de Plouzané (département du Finistère) en avant du fort du Petit Minou que la route d'accès traverse.
Il indique aux bateaux désirant se rendre à Brest, la route à suivre pour entrer dans la rade. Il forme un alignement avec le phare du Portzic.
En 2021, le phare est ouvert au public pendant la saison estivale mais il est fermé en 2024 en raison de dégradations de la structure.
Le phare du petit Minou est retenu comme un des dix-huit sites candidats au loto du Patrimoine2025 . Le 2 juillet 2025, le phare du petit Minou remporte le Grand Prix du Patrimoine et Tourisme local de la Fondation du patrimoine et reçoit une dotation de 100 000 € pour soutenir ses travaux de restauration.

## Étymologie
Son nom viendrait de min (pointe, en breton), avec le où qui est la marque du pluriel en breton.

## Histoire
La construction du phare du Minou est acté par une décision ministérielle du 24 avril 1839. Léonce Reynaud est l'ingénieur et architecte en charge du projet.
Sa tour cylindrique est exécutée pour partie en granit de l’Aber-Ildut, renommé pour sa grande résistance à l’érosion, et pour partie en kersantite, une pierre au grain fin et serré, provenant des carrières de Daoulas.
À côté du phare se trouve l'ancienne tour du sémaphore de la marine nationale ; celui-ci a été déplacé à la pointe du Portzic en 1987.
Allumé en 1848 il est automatisé depuis 1989 et commandé depuis Brest.

## Caractéristiques
Haut de 26 mètres, il se trouve à 36 mètres au-dessus du niveau de la mer.
Feu principal blanc et rouge à 2 éclats toutes les 6 secondes. Portée 19 milles marins dans le blanc et 15 milles marins dans le rouge.
Feu auxiliaire : Alignement avec le phare du Portzic. Portée 23 milles marins.

Il comporte également un secteur rouge qui signale le plateau des Fillettes, l'une des roches immergées du goulet de Brest. Pour parer ce danger, certains marins utilisent ce moyen mnémotechnique :

« Le Minou rougit quand il couvre les Fillettes. »

## Plage du Minou
La plage du Minou, située à proximité, a été le lieu d'aboutissement, en 1869, de l'un des premiers câbles télégraphiques reliant l'Europe aux États-Unis (provenant de Brest, le câble était enterré le long de la route de Brest au Conquet). Cette plage ne se découvre qu'à marée basse et son sable a longtemps été utilisé pour amender les sols de la commune. Peu propice à la baignade, cette plage est surtout fréquentée par les surfeurs et les pratiquants du bodyboard. Le 17 mars 2024 a notamment eu lieu le championnat du Finistère de bodyboard organisé par le Minou Surf Club de Plouzané.
Ce spot de surf fonctionne surtout à marée basse et se divise en trois, la plage, les moules (sur les rochers) et de l'autre côté du phare pour les plus expérimenté.

## Lieu d’expérimentation
Entre  1926 et 1929, André Coyne, ingénieur du service des phares et balises mena un projet avant-gardiste d’utilisation de l’énergie des vagues. Là où les côtes rocheuses et abruptes présentent des cavités naturelles dans lesquelles les vagues s’engouffrent et compriment l’air, l’idée fut d’aménager un de ces « trous du souffleur » pour installer une turbine à air attelée à une dynamo qui permettrait d’éclairer une maison. Ses articles dans la Revue générale de l’Hydraulique vont permettre de mieux faire connaître les potentialités de l’énergie de la houle. Il construisit au pied du phare du Minou, une sorte d’entonnoir artificiel, toujours en partie visible, dans lequel les vagues par effet de bélier comprimaient l’air. Il songeait à une utilisation de cet air comprimé lorsque l’installation fut détruite par une tempête.

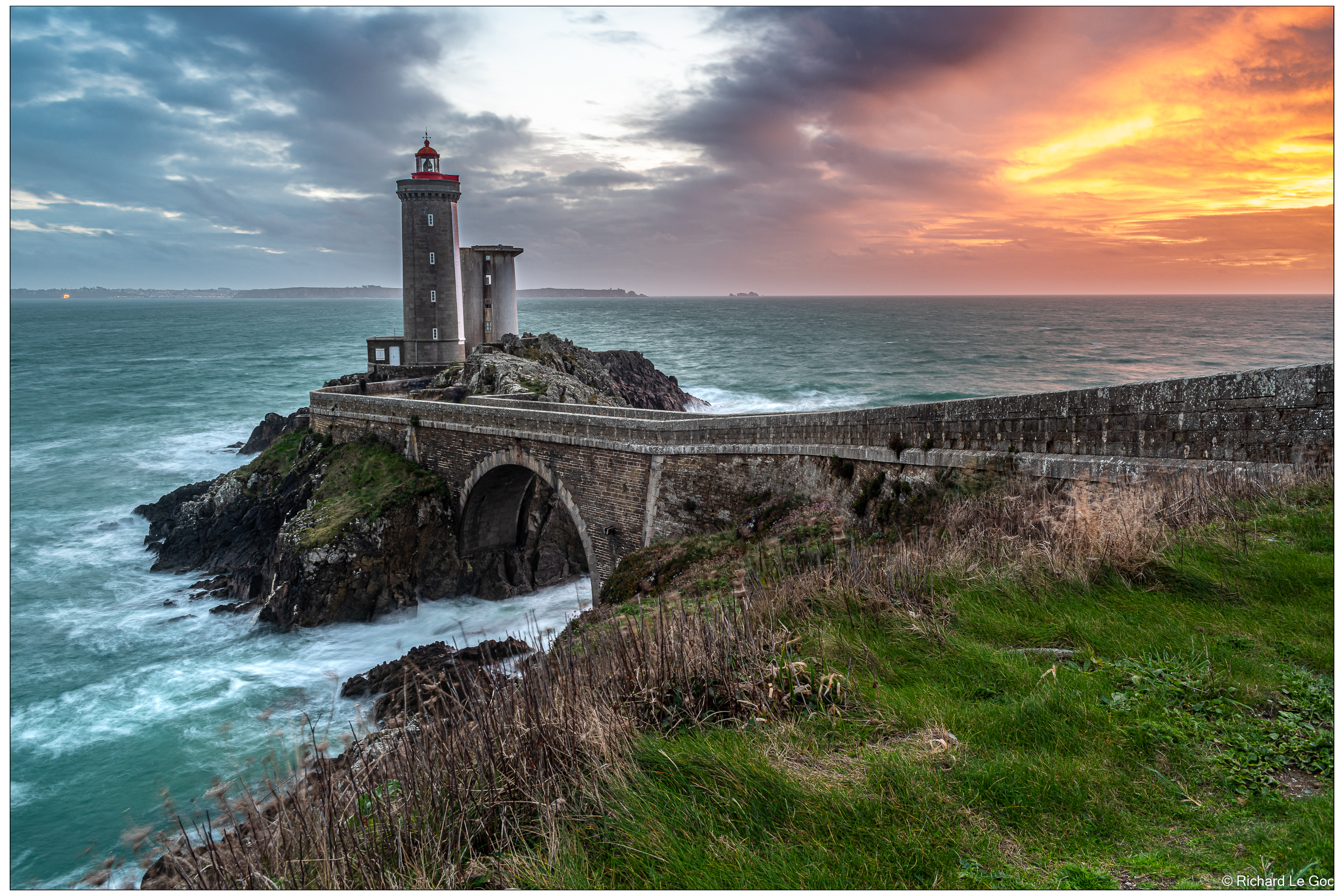
Au coucher du soleil.
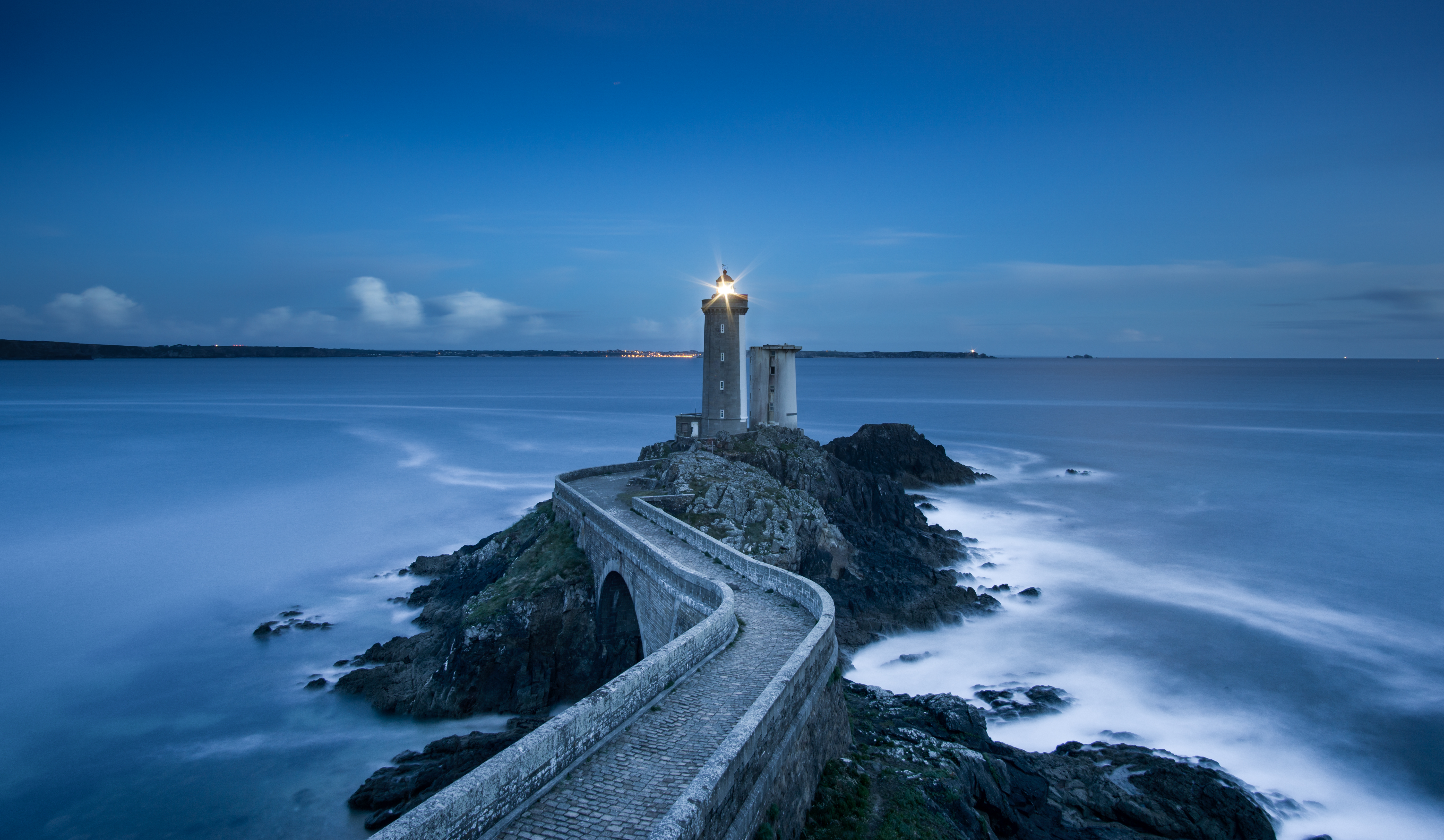
Le phare.
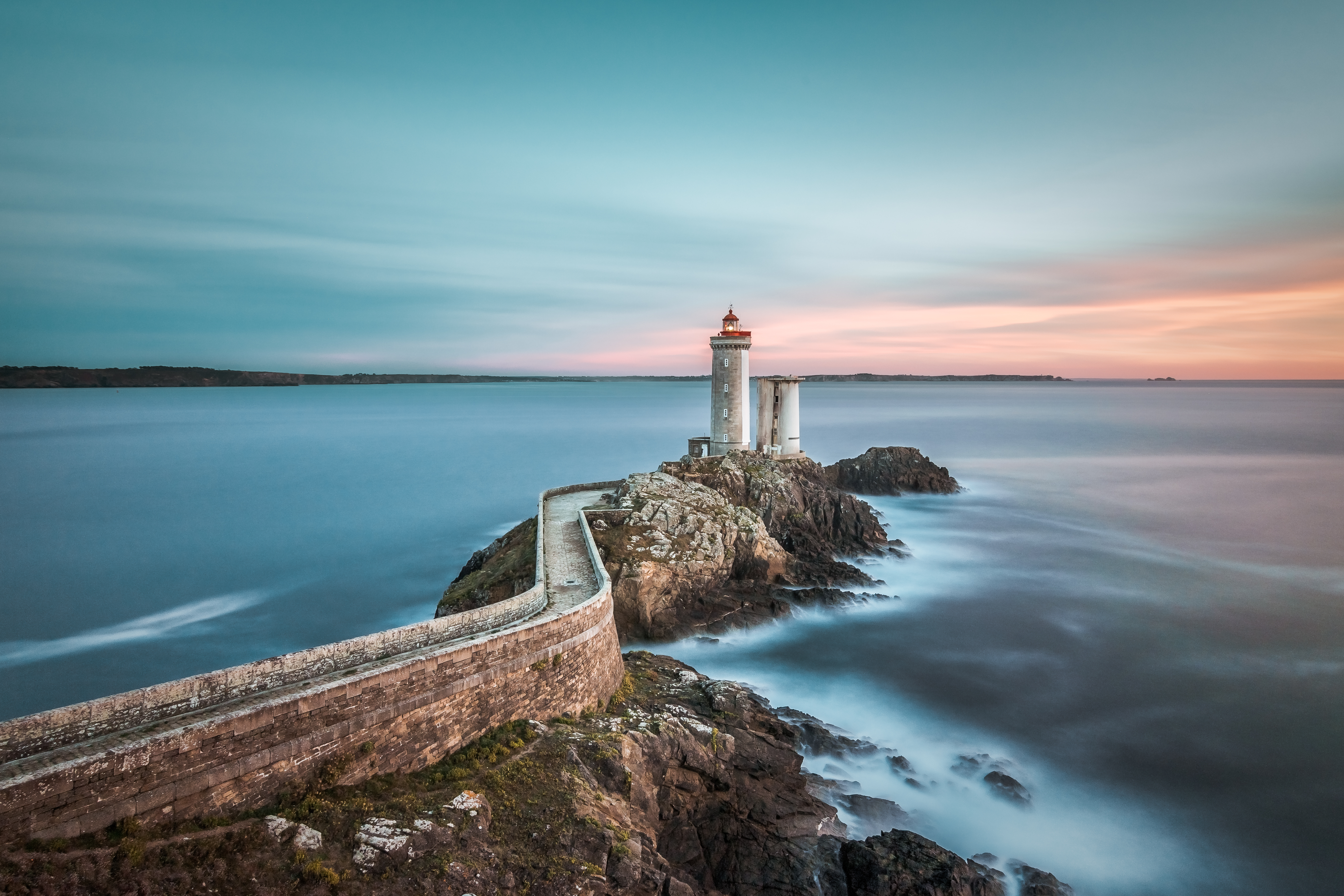
Le phare.
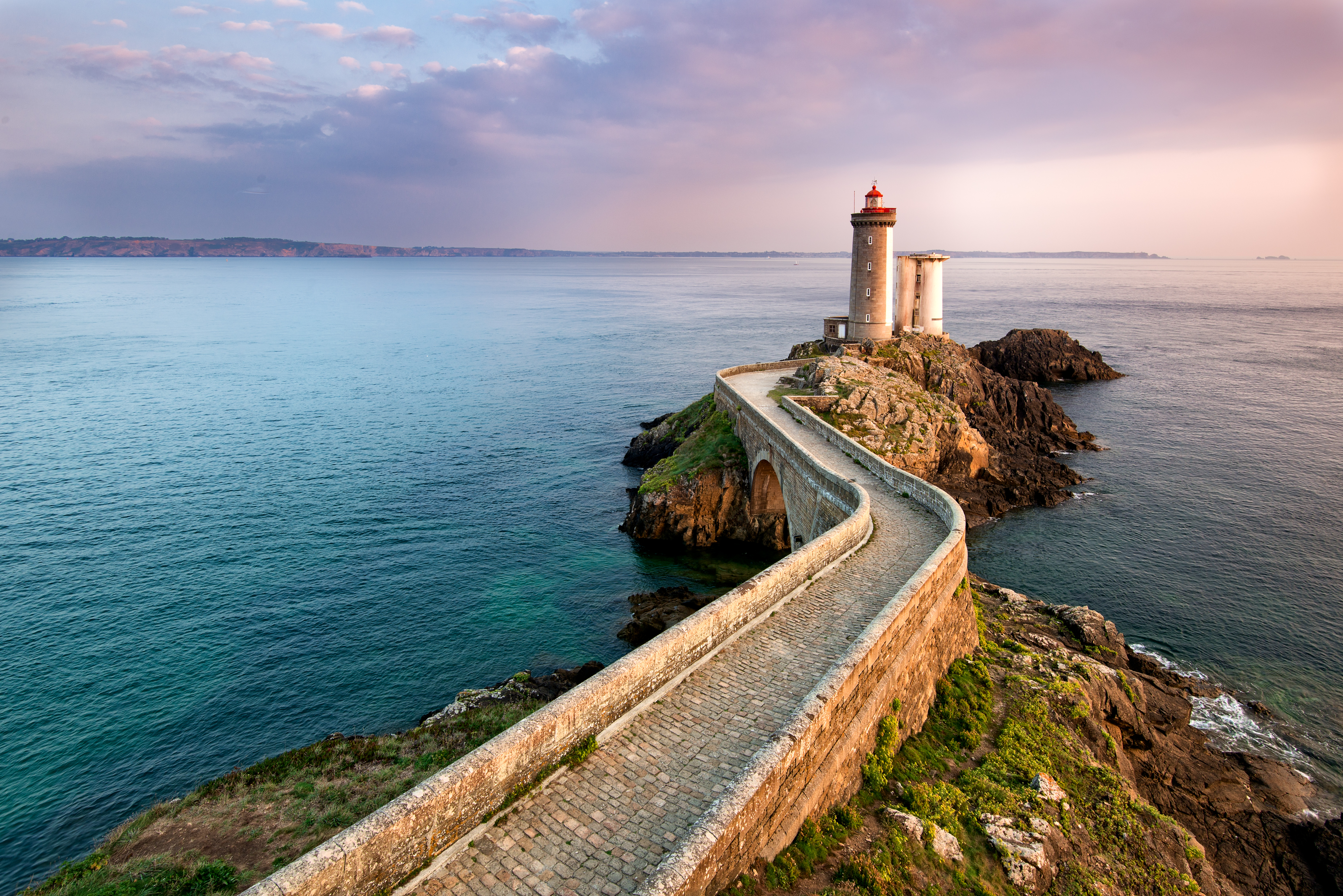
Accès et phare.
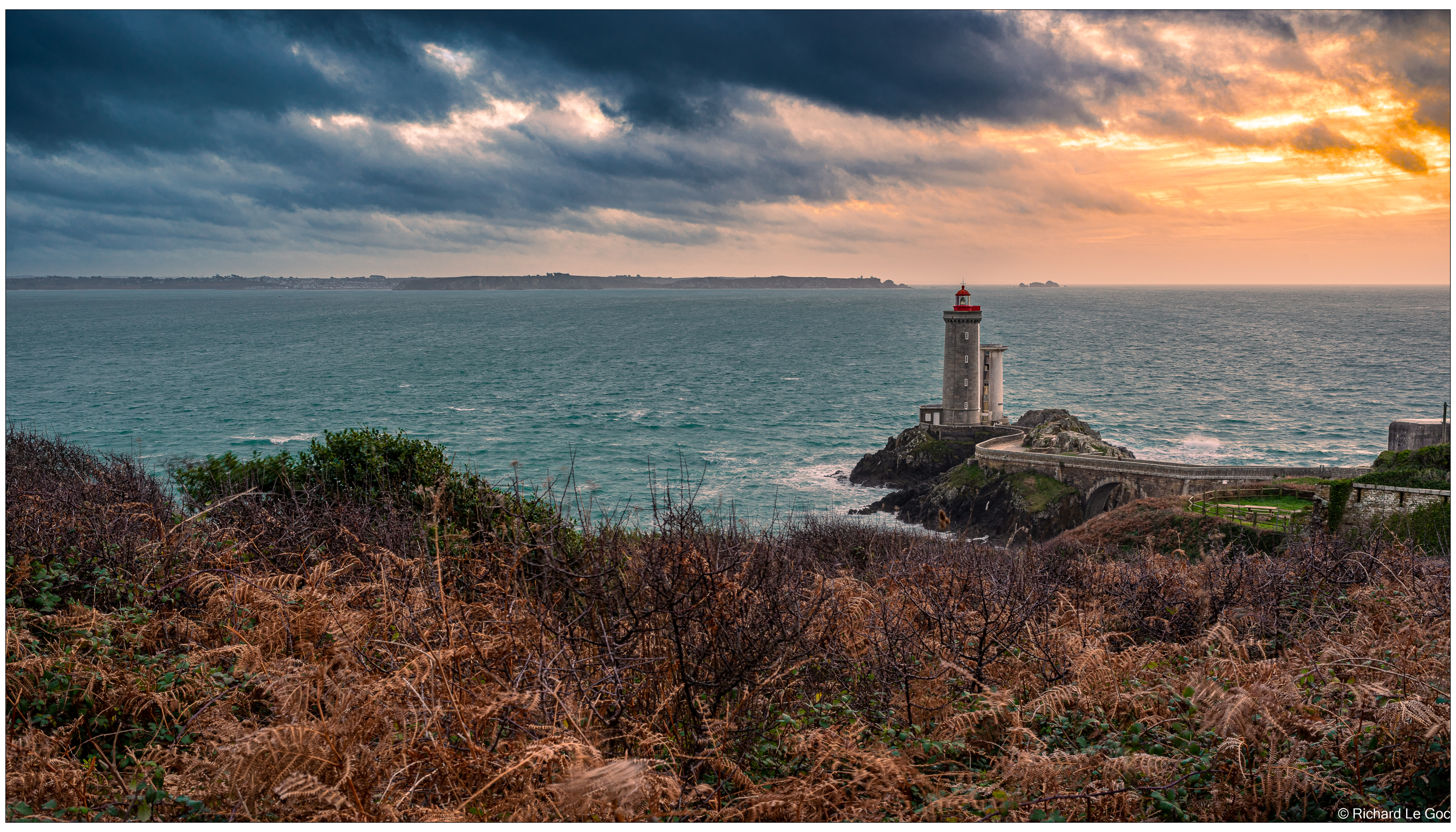
Le soleil d'hiver embrase les nuages au-dessus du phare du Petit Minou